# Borlești (gmina)
Borlești – gmina w Rumunii, w okręgu Neamț. Obejmuje miejscowości Borlești, Mastacăn, Nechit, Ruseni i Șovoaia. W 2011 roku liczyła 6938 mieszkańców.